# جان وو
جان وو یو-سن (به انگلیسی: John Woo Yu-Sen) (به چینی: 吳宇森) کارگردان، تهیه‌کننده و فیلم‌نامه‌نویس چینی متولد هنگ کنگ است. وو به‌خاطر سکانس‌های اکشن بسیار پر هرج و مرج‌اش، تصاویر تلطیف‌شده، بن‌بست مکزیکی، استفاده مکرر از اسلوموشن و کنایه‌هایی به ووشیا و سینمای وسترن شناخته شده‌است. او همچنین پیشگام فیلم‌های خونریزی قهرمانانه (یک ژانر فیلم اکشن و جنایی شامل تثلیث چینی) و ژانر تفنگ فو در سینمای اکشن هنگ کنگ بود، قبل از اینکه در فیلم‌های سینمای آمریکا (بین سال‌های ۱۹۹۳ تا ۲۰۰۳) کار کند.
جان وو که یکی از چهره‌های اصلی سینمای هنگ کنگ به حساب می‌آید، چندین فیلم اکشن قابل توجه از جمله فردایی بهتر (۱۹۸۶)، قاتل (۱۹۸۹)، سرسخت (۱۹۹۲)، و صخره سرخ (۲۰۰۸) را کارگردانی کرده‌است. او برنده جوایز فیلم هنگ کنگ برای بهترین کارگردانی، بهترین تدوین و بهترین فیلم، و همچنین جایزه فیلم اسب طلایی، جوایز اسکرین آسیا پاسیفیک و جوایز ساترن است. فیلم‌های مهم هالیوودی او شامل فیلم‌های اکشن هدف سخت (۱۹۹۳) و پیکان‌های شکسته (۱۹۹۶)، اکشن هیجان‌انگیز تغییر چهره (۱۹۹۷) و فیلم اکشن جاسوسی مأموریت: غیرممکن ۲ (۲۰۰۰) است.

## آثار کارگردانی
- اژدهای جوان (۱۹۷۴)
- رام کنندگان اژدها (۱۹۷۴)
- دست مرگ (۱۹۷۶)
- شاهزاده چانگ پینگ (۱۹۷۵)
- دیوانه پول (۱۹۷۷)
- به دنبال ستاره (۱۹۷۸)
- آخرین فریاد برای جوانمردی (۱۹۷۸)
- سلام، دیربازگشتگان (۱۹۷۸)
- از ثروت تا ژنده پوشی (۱۹۸۰)
- جهنم با شیطان (۱۹۸۱)
- وقت خندیدن (۱۹۸۱)
- دشتی برای نجات (۱۹۸۲)
- زمانی که شما به دوست نیاز دارید (۱۹۸۴)
- بدو، ببر، بدو (۱۹۸۵)
- قهرمانان گریه نمی‌کنند (۱۹۸۶)
- فردایی بهتر (۱۹۸۶)
- فردایی بهتر ۲ (۱۹۸۷)
- فقط قهرمانان (۱۹۸۹)
- قاتل (۱۹۸۹)
- گلوله ای در سر (۱۹۹۰)
- زمانی که دزد بودم (فیلم ۱۹۹۱)
- سرسخت (۱۹۹۲)
- هدف سخت (۱۹۹۳)
- پیکان‌های شکسته (۱۹۹۶)
- زمانی که دزد بودم (فیلم ۱۹۹۶)
- تغییرچهره (۱۹۹۷)
- بلک‌جک (۱۹۹۸)
- مأموریت غیرممکن ۲ (۲۰۰۰)
- رمزگویان باد (۲۰۰۱)
- استخدام (۲۰۰۲)
- دستمزد (۲۰۰۳)
- صخره سرخ (۲۰۰۸)
- گذرگاه (۲۰۱۴)
- آدم‌گیری (۲۰۱۷)
- شب آرام (۲۰۲۳)
- قاتل (۲۰۲۴)